# Ettakwa-moskee
De Ettakwa-moskee is een moskee in de stad Mazara del Vallo in het westen van het Italiaanse autonome eiland Sicilië. De moskee bestaat uit een kleine kamer in de historische stad van Mazara del Vallo. Het is de enige moskee in de stad.